# Estadi Nungesser
L'Estadi Nungesser fou un estadi de la ciutat de Valenciennes, França. Fou la seu del Valenciennes Football Club. L'estadi tenia una capacitat de 16.547 espectadors i fou construït l'any 1930. L'estadi portava el nom de Charles Nungesser, aviador de principis del segle XX que va néixer a la ciutat de Valenciennes i va morir el 1927. Fou demolit el 2012.